# Uspénivka (Bíljorod-Dnistrovski)
Uspénivka (en ucraniano: Успенівка)  es un pueblo ucraniano perteneciente al óblast de Odesa. Situado en el suroeste del país, es parte del raión de Bíljorod-Dnistrovski y centro del municipio (hromada) homónimo.

## Toponimia
El nombre del asentamiento en otros idiomas de importancia en el asentamiento es también Uspénovka (en ruso: Успеновка; en rumano: Uspenea). 

## Geografía
Uspénivka se encuentra a orillas del río Jadzhider, a 28 km de Bélgorod del Dniéster y 75 km al suroeste de Odesa.  

## Historia
El pueblo fue fundado en 1804 en la región histórica de Besarabia y los residentes procedían de la gobernación de Oriol. Durante los años de la revolución rusa de 1905, el Partido Obrero Socialdemócrata de Rusia operó en el pueblo.  
En enero de 1918 comenzó la intervención y anexión al reino de Rumania. En el período 1918-1940 y 1941-1944, la localidad formaba parte del condado de Cetatea-Albă, dependiente primero de Cazaci y luego de Sarata. 
Diviziya fue entregada a la Unión Soviética con el pacto Ribbentrop-Mólotov. El 7 de agosto de 1940 se creó el óblast de Izmaíl, formada por los territorios situados en el sur de Besarabia y que fueron anexados a la RSS de Ucrania. El 29 de julio de 1941, Uspénivka fue tomada por tropas germano-rumanas durante la operación Barbarroja de la Segunda Guerra Mundial y recuperada en 1944 por tropas soviéticas. 
En 1954, se abolió el óblast de Izmaíl y las localidades que la componen se incluyeron en el óblast de Odesa. 

## Demografía
La evolución de la población de Uspénivka entre 1989 y 2001 fue la siguiente:
| 2272                                                          | 2203 |
| (Fuente: Cities & Towns of Ukraine y UKRAINE: Größere Städte) |      |

Según el censo de 2001, la lengua materna de la mayoría de los habitantes, el 91,06%, es el ruso; y del 7,9%, el ucraniano.

## Economía
Los habitantes del pueblo de Uspénivka se dedican principalmente a la agricultura.